# Tom Dooley
Tom Dooley (20. juni 1845 – 1. maj 1868) var soldat i den amerikanske borgerkrig. Han var egentlig døbt Thomas C. Dula. Den 1. maj 1868 blev han hængt i Statesville, i Iredell County i North Carolina, USA for mordet på Laura Foster to år tidligere. Sagen vakte stor opmærksomhed og blev omtalt i aviser så langt væk som New York City. Desuden synges der også om ham i den amerikanske sang af samme navn.
Sagen ville formodentlig være gået i glemmebogen som så mange andre mordsager, hvis det ikke havde været for de mange sange, der er blevet indspillet om den, hvoraf Kingston Trioen indspillede den mest kendte version i 1958. Sangen fortæller om, hvordan Tom begik mordet og blev anholdt af en mand ved navn Grayson og senere hængt. Samme år blev sangen udsendt på dansk i en indspilning med Four Jacks, og også Preben Uglebjerg og Gustav Winckler har lavet danske versioner. Nummeret er siden blevet indspillet i adskillige cover-versioner, som fx country, rock og death-metal.

## Baggrund

### Før borgerkrigen
Tom Dooley blev født i den lille bebyggelse Elkville, nær det nuværende Ferguson i Wilkes County i North Carolina. Elkville lå nær Elk Creeks udløb i Yadkin River ca. halvvejs mellem amtssædet Wilkesboro, og Lenoir, der var og er amtssæde i naboamtet Caldwell County. De fleste af de, der senere blev involveret i sagen, boede i disse to amter. Tom Dooleys forældre var Thomas P. Dula, der var død i 1854 og Mary Keaton Dula, der døde engang efter 1880. Der var mange Dulaer i området. Toms bedstefar, Bennett Dula og hans bror William Dula havde således mere end 70 børnebørn til sammen. Tom var den yngste af seks eller syv søskende. De fleste kilder nævner to brødre og tre søstre, selv om enkelte kilder kun kender de to brødre og den søster, som blev omtalt under retssagen mod Tom Dooley. Folketællingen fra 1840 omtaler fire søstre, men den ene af disse (den næstyngste) omtales ikke senere.
Når navnet har ændret sig fra "Dula" til "Dooley" skyldes det en lydforskydning, som er almindelig i den sydlige del af Appalacherregionen, hvor en "a-lyd" i slutningen af et ord, bliver til en "y" eller "ie" lyd. Det kendes blandt andet fra Grand Ole Opry i Nashville, Tennessee, der egentlig burde hedde Grand Old Opera. Navnet Dula ses stavet på mange forskellige måder, hvilket skyldtes at den, der skrev, stavede det, som han troede det skulle staves i forhold til, hvordan han havde hørt det. I oktober 1867 stavede Iredell Countys sherif, William Wasson, det fx "Duly" i sin fortegnelse over indsatte i fængslet i Statesville. Også Laura Foster omtales i nogle af retsdokumenterne som Laurie

Da Tom Dooley var omkring 13 eller 14 blev han kæreste med og indledte et seksuelt forhold til den ca. 1 år ældre Ann Foster. I 1859 giftede den da 15-årige Ann Foster sig med den 21-årige James Melton. Hun fortsatte dog sit forhold til Tom Dooley, hvilket blev bekræftet af hendes mor under retssagen.
I 1861 brød den amerikanske borgerkrig ud, og selv om et flertal i området var tilhængere af, at North Carolina skulle forblive i Unionen meldte mange sig til Sydstaternes hær i de første måneder af krigen, blandt dem James Melton.

### Under borgerkrigen
I marts 1862 meldte Tom Dooley sig til hæren som menig i 42nd North Carolina Infantry Regiment. Da han kun var 16, måtte han lyve sig ældre, da man på det tidspunkt ikke rekrutterede nogen under 18. Senere, i 1864, blev alderen sat ned til 17. Tom blev senere forfremmet til musiker (trommeslager) i regimentets kompagni K, hvor mange fra Wilkes County gjorde tjeneste, blandt andre nogle af Toms fætre og andre slægtninge, foruden flere af de, der senere blev vidner under retssagen. Sherif Hix, der senere satte Tom i fængsel, var sergent i Toms kompagni.
Tom blev et par gange indlagt på hospital på grund af "feber" ifølge hans militærpapirer. Der har sandsynligvis været tale om tyfus eller malaria, som var udbredte hos soldater på begge sider. I 1864 blev Tom indlagt igen, denne gang fordi han var blevet såret under kampene ved Petersburg i Virginia. I marts 1865 blev Tom taget til fange i forbindelse med Slaget ved Wyse Fork og han tilbragte resten af krigen i krigsfangelejren Camp Hammond på Point Lookout i Maryland, der var en af nordstaternes mest ubehagelige krigsfangelejre. Mindst 4.000, måske helt op til 14.000 fanger døde under deres ophold her. I lejren sad også James Melton, men det er tvivlsomt, om de mødte hinanden, da fangerne typisk var "indkvarteret" regimentsvis, og de havde gjort tjeneste i hvert sit regiment. Samtidigt var Melton indlagt på lazarettet det meste af tiden på grund af skudsår, han havde fået tidligere i krigen under belejringen af Richmond.
Den 15. juni 1865 underskrev Tom Dooley en såkaldt Oath of Allegiance, hvor han erklærede troskab mod Unionen, hvorefter han blev løsladt. Tom var analfabet, så han måtte underskrive med et mærke (X). På løsladelsesblanketten ses for første gang stavemåden "Dooley" på skrift, ligesom dokumentet også indeholder en af de få beskrivelser, der findes af Tom Dooley: "Brunt hår, brune øjne, 176 cm høj (5 fod 9½ tomme). 14 dage senere underskrev også James Melton en Oath of Allegiance og kunne vende hjem.

### Efter borgerkrigen
Efter at være blevet løsladt fra fangelejren vendte Tom Dooley hjem til Elkville, hvor han flyttede ind hos sin mor og søster. Senest på dette tidspunkt fik han at vide, at de to ældre brødre begge var døde under krigen. Sandsynligvis døde de begge af sygdom.
Kort efter at være kommet hjem genoptog han forholdet til Ann Melton, men han havde også forhold til andre kvinder, fx en vis Caroline Barnes, som han havde et skænderi med Ann om. I begyndelsen af 1866 begyndte han også at besøge Laura Foster, en fjern slægtning til Ann, som boede i naboamtet, Caldwell County, i en lille bebyggelse ved navn German Hill, ca. 8 km fra hans eget hjem. Dette forhold varede formodentlig kun et par måneder i første omgang. I begyndelsen af marts kom en anden af Anns slægtninge, Pauline Foster, til Elkville.
Hun blev ansat til at hjælpe James Melton i marken resten af foråret og sommeren. Hun forklarede, at hun var kommet til byen for at besøge sin bedstefar, men reelt set var hun kommet for at søge behandling hos områdets eneste læge for sygdommen syfilis, som hun havde pådraget sig hjemme i Watauga County, hvor hun kom fra. Også hende indledte Tom et forhold til, og i løbet af foråret henvendte både Tom og Ann sig også til lægen med syfilis, som også Laura Foster og James Melton led af. Under retssagen var anklagerens postulat, at Tom havde dræbt Laura som hævn, fordi hun havde smittet ham med sygdommen, men i virkeligheden kan det have været omvendt.
Efter at Pauline flyttede ind hos familien Melton, besøgte Tom Dooley Ann Melton næsten hver dag eller nat, kunne Pauline fortælle i sit vidneudsagn. I den lille hytte med kun et rum, var der tre senge, og ofte delte Tom og Ann den ene, mens hun og James Melton sov i hver sin. Af og til delte både hun, Tom og Ann en seng. I 1861 havde Ann fået en datter, Martha Jane, men hun blev ikke nævnt under sagen, så hun har muligvis ikke boet hjemme. Ann var kendt for at være aggressiv, krævende, forfængelig og doven, og havde muligvis ikke lyst til at passe et lille barn. Så datteren kan have boet hos sin mormor, der havde sin hytte få hundrede meter fra Anns hjem.
I midten af maj opsøgte Tom Dooley igen Laura Foster et par gange. Dette blev bekræftet af Lauras far, Wilson Foster, under retssagen.

## Lauras forsvinden og tiden efter

### Laura forsvinder
Fredag den 25. maj 1866 om morgenen stjal Laura Foster sin fars hest, og forsvandt fra sit hjem, for aldrig senere at blive set i live. Hesten vendte hjem næste dag, men Laura forblev forsvundet. I begyndelsen troede man at hun var stukket af med en mand, måske Tom Dooley, som dog viste sig fortsat at være i området. Det blev også foreslået, at hun kunne være stukket af med en anden mand, sandsynligvis en fra sit eget nabolag,  men noget navn blev ikke nævnt, selv om det blev antydet, at det kunne være en frigiven slave. Nogle få mente, at hun var taget på familiebesøg i et andet amt.
Efterhånden bredte der sig et rygte om, at hun var blevet myrdet og liget kastet i Yadkin River, der løber gennem området. Dette rygte kan ikke have bundet dybt, da man kort efter begyndte at eftersøge hende i området, dog uden held, selv om mellem 70 og 100 mennesker deltog i eftersøgningen. Efterhånden blev rygterne mere konkrete og begyndte at udpege Tom Dooley som Lauras morder. Den 25. juni var disse rygter blevet så alvorlige, at Tom Dooley valgte at forlade området, selv om han allerede da hævdede, at han intet havde med Lauras forsvinden at gøre. Den 28. juni udstedte den lokale fredsdommer en arrestordre mod Thomas C. Dula, Ann Pauline Melton, Ann Pauline Dula og Granville Dula. De tre sidstnævnte blev anholdt og fremstillet for dommeren næste dag, hvorefter de blev løsladt. Tom Dooley blev i stedet efterlyst for mord.

### Arrestation
Et eftersøgningshold bestående af to vicesheriffer blev sendt efter Tom, som formodedes at være taget til Watauga County. De fulgte hans spor gennem Watauga County til Tennessee. Da de kom til byen Trade på grænsen mellem Tennessee og North Carolina, fik de at vide, at en mand med Tom Dooleys signalement, under navnet Tom Hall, arbejdede hos en velhavende plantageejer, oberst James Grayson. Da de opsøgte Grayson kunne denne fortælle, at Tom kun havde arbejdet for ham i fire dage, og at han havde forladt stedet dagen før. Grayson sluttede sig til eftersøgningen, og dagen efter fandt de Tom Dooley ved Doe Creek i den lille bebyggelse, Pandora, hvor han sad og kølede sin fødder i bækken.
Tom overgav sig frivilligt, og efter en overnatning på Graysons plantage, hvor han sad bundet i stalden med oberst Graysons søn som vagt, blev han ført tilbage til Wilkes County, bagbundet og ridende på Graysons hest med fødderne bundet sammen med et reb. Tilbage i Wilkesboro blev han fængslet for mord, på trods af at ingen vidste, om Laura Foster faktisk var død. Han blev indsat i det forholdsvis nye fængsel fra 1859, hvor han sad indtil sagen blev overført til Iredell County i midten af oktober. Fængslet i Statesville var bygget af træ, og ikke nær så sikkert som murstensbygningen i Wilkesboro. Retten bevilgede derfor, at sheriffen i Iredell kunne ansætte otte ekstra vagter, mens Tom Dooley sad i hans fængsel.

### Fundet af Laura Fosters lig
I juli og august fortsatte eftersøgningen efter Laura sporadisk. Af og til med få deltagere, af og til – især på søndage – med flere. Man fandt et sted, hvor hesten havde været tøjret, og et andet sted, hvor man fandt noget, man mente var en blodplet. Dette sted blev betragtet som gerningsstedet, selv om man endnu ikke vidste, om Laura var død, og selv om det aldrig blev bekræftet, at der var tale om blod. Blandt de ivrigste deltagere i eftersøgningen var en oberst James Isbell fra Caldwell County, som blev et vigtigt vidne under sagen, og en mand ved navn John W. Winkler, som måske/måske ikke var en slægtning til Laura. Liget fandt man dog ikke. I denne periode pralede Pauline Foster ofte i beruset tilstand med, at hun vidste noget om mordet, og af og til hævdede hun, at hun og Tom Dooley havde myrdet Laura. Senere, under retssagen, hævdede hun, at hun havde sagt det "i spøg".
Disse gentagne udtalelser om mordet medførte, at Pauline Foster blev arresteret i slutningen af august. Kort efter lovede hun at blive anklagerens vidne, og hun førte et eftersøgningshold til stedet, hvor Lauras lig var begravet. Hun kunne ikke vise det præcise sted, men efter nogen søgen fandt eftersøgningsholdet en grav, hvor et delvist opløst lig blev fundet. En tilstedeværende læge, Dr. George Carter, konstaterede, at liget havde et enkelt knivstik i brystet. På baggrund af ansigtsform og påklædning blev liget identificeret som Laura Foster. Pauline forklarede, at mordet var begået af Ann Melton og Tom Dooley i forening, og at Ann havde vist hende, hvor liget var begravet. Da liget var blevet undersøgt af lægen, blev det ført tilbage til hendes hjem i German Hill, hvor hun blev begravet på en mark, der tilhørte John Winkler. Graven findes endnu nær North Carolina Highway 268, men ligger på privat område indhegnet af et elektrisk hegn. Den kan altså normalt ikke besøges, men kan tydeligt ses fra vejen.
Da liget blev fundet, havde Tom siddet fængslet i næsten to måneder, uden at nogen forbrydelse var blevet konstateret, men nu kunne retssagen gå i gang.

## Retssag og henrettelse
Tom fik den tidligere guvernør over North Carolina, nu advokat i Charlotte, Zebulon Vance, som forsvarer, mens distriktsanklageren Walther P. Caldwell var chefanklager. Såvel forsvarer som anklager havde to assistenter under hele sagen. Interessant er det, at James Isbell, der i vidneskranken fortalte, at han ikke havde noget personligt mod Tom Dooley, også fortalte, at han betalte for ansættelsen af anklagerens assistenter, hvoraf den ene var den særdeles anerkendte advokat, Nathaniel Boyden, der før borgerkrigen havde været medlem af USA's kongres, en post som han blev valgt til igen efter sagen mod Tom Dooley. Boyden var i 1871 forsvarer for guvernøren, William Holden i en rigsretssag mod denne. Det var altså ikke en "Hr. Hvem-som-helst" Isbell betalte for. Det var da også Boyden, ikke Caldwell, der på anklagerens vegne underskrev de papirer, der blev sendt til Højesteret.
Sagen begyndte i Wilkes County den 4. oktober 1866. Vances første handling var at søge om at få sagen overført til Iredell County, da han ikke mente at Tom Dooley og Ann Melton kunne få en retfærdig retssag i Wilkes County. Dette blev bevilget af dommeren, Ralph P. Buxton. På dette tidspunkt var Tom fortsat analfabet, for både han og Ann Melton måtte underskrive anmodningen om overførsel med et X. Inden da, den 1. oktober, havde sagen, som det kræves i 5. Tilføjelse til USAs forfatning været for en såkaldt Storjury, der havde afgjort, at anklagerens sag var stærk nok til, at sagen kunne komme for domstolen.

### Retssagen
På grund af den måde North Carolinas retssystem var indrettet på, kom sagen til at strække sig over næsten 18 måneder, selv om den kun varede omkring 7 retsdage. Retterne mødtes kun to gange årligt i hvert amt, hvilket betød at en sag, der blev appelleret som Toms blev, kunne trække længe ud.
Fredag den 19. oktober kom sagen for i Iredell County. Dommer var stadig Ralph P. Buxton. Dommere var dengang knyttet til et retsdistrikt som talte flere amter, ikke til en bestemt ret, og dommerne rejste så fra amt til amt i deres distrikt. En session i et amt varede typisk en uge eller mindre. I efterårsterminen i 1866, var det Buxton, der var dommer i både Wilkes og Iredell County, foruden flere andre amter. Under sagen, der varede to dage, blev der afhørt omkring 60 vidner og afgivet ca. 100 vidneudsagn, hvoraf dog kun ca. 20 er bevaret i dag – og kun som andenhåndsinformation. Efter afhøring af alle vidner voterede juryen hele natten, inden de kom frem til, at Tom skulle kendes skyldig. Dommer Buxton afsagde dødsdom og fastlagde en dato for hængningen. Vance appellerede på Toms vegne til statens højesteret (North Carolina Supreme Court).
Der var ingen øjenvidner til mordet, ingen mordvåben var blevet fundet og der var ikke fundet blodspor eller lignende, bortset fra pletten på det formodede gerningssted. Der var altså ingen håndfaste beviser mod Tom Dooley; han var dømt alene på nogle indicer, som en moderne advokat har beskrevet som "for svage til at bære en dom=. En del af indicierne var baseret på dagligdags handlinger, som både Tom og mange andre gjorde dagligt, eller i hvert fald ofte, men som nu af anklageren blev gjort mistænkelige. Blandt andet blev det gjort mistænkeligt, at Ann og Tom førte lavmælte samtaler, når der var andre til stede, at han og Ann mødtes uden for hjemmet, og at Tom færdedes på veje, hvor han var nødt til at færdes, hvis han ville besøge venner og familie. Men det var ikke af den grund, der var blevet appelleret. Hverken i 1866 eller i dag kan højesteret i North Carolina tage stilling til skyld eller strafudmåling, men udelukkende hvorvidt loven er blevet fulgt samt om der er sket rettergangsfejl. Årsagen til appellen var, at Zebulon Vance fandt, at dommeren havde tilladt nogle vidneudsagn, som forsvaret mente, skulle have været udelukket, da de var baseret på andenhåndsinformationer, hvilket var i modstrid med den gældende lovgivning.
Højesteret (som dengang bestod af tre dommere) afsagde kendelse om, at der var sket rettergangsfejl, og at sagen derfor skulle gå om ved først mulige lejlighed. Dette var i foråsterminen i Iredell County i 1867, men retsmødet endte med, at sagen måtte udsættes til efterårsterminen, da nogle af forsvarerens vidner, som var væsentlige for sagen, ikke var mødt. I efterårsterminen skete det samme, men nu var det nogle af anklagerens vidner, der var udeblevet.
Nu havde guvernøren, Jonathan Worth mistet tålmodigheden, så han udpegede dommer William M. Shipp til at nedsætte en såkaldt Court of Oyer and Terminer der skulle behandle de mange sager, der havde hobet sig op i Iredell County. Denne særdomstol trådte sammen den 20. januar 1868, og dagen efter kom Tom Dooleys sag for igen. Vidnerne fra den første retssag blev afhørt igen, foruden nogle enkelte nye, men der kom ikke noget nyt frem. Interessant er det, at ingen af de vidner, som var så vigtige for henholdsvis anklager og forsvarer, at sagen måtte udsættes to gange, afgav vidneudsagn i det, der skulle blive den sidste sag. Tom Dooley blev igen fundet skyldig og dødsdømt, og der blev fastsat en dato for henrettelsen. Endnu engang bad forsvaret om lov til at appellere og endnu engang blev det bevilget. Denne gang fandt Højesteret imidlertid ikke, at der var begået rettergangsfejl, så dommen skulle stå ved magt. Desværre var datoen for henrettelsen passeret, så sagen skulle for retten i Iredell endnu en gang, dog kun for at få fastsat en ny dato. Det skete den 13. april 1868, og datoen for henrettelsen blev fastlagt til den 1. maj 1868.
Hverken Tom Dooley eller Ann Melton blev afhørt som vidner under sagen. Det har fået nogen til at mene, at forsvareren var bange for, at de skulle komme til at inkriminere sig selv (eller hinanden, selv de to sager blev ført hver for sig). En anden årsag kan imidlertid være, at der ikke var tradition for at føre den anklagede som vidne. Helt frem til 1857 havde det været forbudt at føre en anklaget som vidne i sin egen sag, og man havde stadig ikke vænnet sig til, at det nu var lovligt. Faktum er, at de ikke blev afhørt, og at vi i dag ikke ved, hvad de ville have forklaret, bortset fra at Tom Dooley til det sidste hævdede at være uskyldig.

### Henrettelsen
Sagen havde vakt stor opsigt, så langt væk som i New York og dagen efter henrettelsen kunne man læse en artikel om sagen i den nu hedengangne avis, New York Herald. Interessen betød, at der var mange mennesker på gaden. Samtidige kilder taler om over 3.000 hvilket er pænt for en by med 600 indbyggere. Sheriffen havde indkaldt ekstra mandskab til at holde styr på folk, og havde beordret, at alle udskænkningssteder skulle holdes lukkede.
Da tiden for henrettelsen nærmede sig, blev Tom ført fra fængslet i centrum af byen til en mark nær stationen, hvor sheriffen havde ladet opføre en simpel galge. Tom kørte i en kærre som også bar hans kiste. Rebet havde han allerede om halsen. Kærren var omgivet af vagter, der skulle holde folk væk fra den dømte. Da man nåede frem, fik Tom lov til at sige sine sidste ord, hvilket blev en tale på omkring en time. Da talen var forbi, blev rebet bundet til galgen og kærren trukket væk. Halsen brækkede ikke, men det var normalt ved hængning med et såkaldt short drop, som man brugte i USA på den tid. Kl. 14.37 erklærede den tilstedeværende læge Tom for død, og tyve minutter senere blev liget taget ned og udleveret til Tom Dooleys søster og svoger, som bragte det tilbage til Elkville. 

## Tiden efter henrettelsen
Tom blev begravet på jord, der havde tilhørt hans farfar og som på tidspunktet for henrettelsen tilhørte hans onkel. Graven ligger i dag på privat grund, og adgangen er blevet lukket efter at souvenirjægere har hugget stykker af gravstenen. Graven ligger ved North Carolina Road 1164, også kendt som Tom Dula Road, men kan ikke ses fra vejen. Hvor NC 1164 møder NC 268 er opsat en North Carolina Historical Marker, der fortæller om grav en.
På både Tom Dooleys og Laura Fosters gravsten er årstallene for deres død angivet forkert. Stenene blev da også først sat op efter udgivelsen af en bog, The World of My Childhood af Dr. Robert L. Isbell i 1955. I denne bog er årstallene de samme forkerte som på de to gravsten.
Umiddelbart efter henrettelsen kunne en af Toms forsvarere, Richard M. Allison, afsløre, at Tom dagen før havde givet ham en seddel, hvor han tilstod og forklarede, at han havde været alene om mordet. Advokaten havde lovet, ikke at afsløre dette før Tom var død. Hvordan Tom havde lært at skrive, mens han sad i fængsel, blev der ikke givet nogen forklaring på, og mange anser da også tilståelsens ægthed for at være tvivlsom. Ikke mindst fordi han, selv da han stod ved ved galgen, erklærede sin uskyld og sagde, at hvis ikke der var nogen, der havde begået mened under sagen, ville han ikke have stået, hvor han stod.
I april 1868, efter den sidsre retssag, men før Toms henrettelse blev Ann Melton ført tilbage til Wilkes County. I efterårsterminen 1868 startede sagen mod hende i domhuset i Wilkesboro. Vance var også hendes forsvarer, men sagen gik meget hurtigt. På grund af Tom Dooleys tilståelse af at have været alene om mordet, blev hun frikendt uden videre. Efter sagen kunne hun efter to års indespærring vende tilbage til sin mand, og den datter hun havde fået i 1861.
I 1871 fik Ann og James endnu en datter, Ida, men i 1873 eller 1874 døde Ann Melton, efter hvad der fortælles i lokalområdet, efter at være blevet kommet til skade, da en oksekærre væltede over hende. Hun lå syg i en lang periode inden hun døde. Forfatteren John Foster West nævner, at de symptomer som bliver omtalt i de lokale historier, også ville passe godt med, at hun led (og døde) af neurosyfilis i det terminale stadie. Ann blev begravet på Meltonfamiliens familiekirkegård kun få hundrede meter fra hendes mors hjem.

## Myter og legender
Allerede inden sagen kom for retten, begyndte der at opstå myter om, hvad der var sket. Efter Tom Dooleys henrettelse og Ann Meltons frikendelse udviklede disse myter sig yderligere. I området omkring Ferguson havde de senere myter en tilbøjelighed til at frikende Tom (eller i hvert fald mindske hans skyld) og til gengæld dømme Ann. I de første myter, havde Tom myrdet Laura og Ann havde hjulpet ham med at begrave liget, men efterhånden blev det vendt om, så det var Ann Melton, der var morderen, og Tom, der havde hjulpet med at begrave liget. Nogle få historier fortæller, at det var Ann Melton og Pauline Foster, der i fællesskab myrdede Laura, mens Tom Dooley intet vidste om sagen.
Efterhånden som tiden gik, fik myterne også et romantisk skær. Laura Foster, der efter anklagerens mening havde smittet Tom med syfilis, blev til en ung og uskyldig pige, hvis eneste brøde var, at hun havde forelsket sig i den forkerte mand. Hun fik også flere tilbedere, blandt andre en mand ved navn Bob Grayson (i visse myter kaldet Bob Cummings), som ifølge myterne blev den, der nærmest stod for hele opklaringen af sagen, som fandt Lauras lig, som anholdt Tom i Tennessee og som egenhændigt fremskaffede vigtige vidner mod Tom. Ifølge myterne gav han ikke op, før Tom Doley var dømt for mordet. Typisk mener de myter, der kalder ham Cummings, at han var skolelærer, mens de myter, der kalder ham Grayson, hævder at han var sherif. Imidlertid var den ingen skole i området lige efter borgerkrigen, og sheriffen hed William Hix (også stavet som Hicks).
Nogen tid efter Ann's død opstod der rygter om, at hun afslørede på sit dødsleje, at hun var den skyldige, og at Tom intet havde med sagen at gøre, eller hun afslørede på anden måde, at Tom var uskyldig. Præcis hvad, hun sagde og til hvem, er myterne til gengæld ikke enige om. I en af myterne giftede hun sig efter sin frikendelse med Bob Grayson, og det var ham hun fortalte, at hun havde myrdet Laura. Han blev så rystet over at høre, at hun havde ladet Tom Dooley gå i galgen for sig, at han forlod staten og slog sig ned i Tennessee. Denne myte kan undre, fordi beboerne på egnen, hvor myten opstod, jo vidste, at Ann Melton var gift med James Melton til hun døde. I en anden version fortalte hun til lægen, som behandlede hende efter styrtet med vognen, Dr. Carter, at hun "vidste noget, som kunne have frelst Tom fra galgen". Den nu afdøde folkesanger, Doc Watson, fortalte, at det var hans oldemor, hun havde betroet sig til. En ting er myterne dog enige om, nemlig at uanset hvem, hun afslørede hvad overfor, skulle vedkommende love aldrig at afsløre, hvad hun havde sagt. Et løfte som de åbenbart holdt.
Blandt andre forhold, som hører myter og legender til, men som man kan læse på forskellige hjemmesider, er
- At Ann, Pauline og Laura var kusiner. Nogle myter gør dem endog til søstre, men faktisk var de kun fjernt beslægtede. Til gengæld var Pauline Tom Dooleys uægte grandkusine (1st cousin once remvoed)
- at Ann Melton giftede sig med James Melton, mens Tom var i krig, og at han først opdagede det, da han kom hjem fra krigen, men de blev gift næsten tre år før Tom meldte sig til hæren,
- at Wilsons Fosters hest først kom hjem tre uger efter Lauras forsvinden, men den kom hjem dagen efter
- at Zebulon Vance blev Toms forsvarer, fordi Tom havde tjent under Vance i borgerkrigen,[46] og ingen ved faktisk hvorfor han sagde ja til at tage sagen, som Tom ikke kunne betale ham for. En anden myte fortæller, at det var en slægtning af Tom, James Dula, som lokkede Vance til at tage sagen, og som betalte Vances og assistenternes salær,
- at Tom spillede banjo både under krigen og senere, da han sad på sin kiste på vej til galgen, men faktisk var han kendt for at spille violin, og det blev omtalt under retssagen, mens en banjo aldrig blev nævnt,
- at Laura Foster var gravid med Tom Dooleys barn, og at han havde lovet hende, at de skulle løbe bort sammen og gifte sig. Der var dog ingen grund til at løbe væk, da de begge var voksne og selv kunne bestemme om de ville giftes, og det blev ikke nævnt under retssagen at Laura skulle have været gravid,
- at Tom blev hængt fra et egetræ i en ensom dal[47], men han blev hængt fra en galge på en mark uden for Statesville i overværelse af flere hundrede mennesker.
- At Tom selv skrev den første version af den sang, der blev skrevet om ham, mens han sad i fængsel, men det er usandsynligt, eftersom han næppe kunne skrive.

Der er mange andre ting, der kan høres i myterne, og der kommer faktisk stadig nye historier til. Stort set alle familier, der har boet længe i området, har deres egen version af historien, og de færreste har noget med virkeligheden at gøre. En kort version af en sådan myte kan ses på hjemmesiden for North Carolina Ghost Stories. Her hedder Lauras tilbeder Bob Grayson, men er trods det skolelærer. Ifølge denne historie var det Ann, der dræbte Laura i jalousi. Udover at genfortælle myten genfortæller hjemmesiden også "den sande historie"; dog uden megen historisk præcision, men med en vis underholdningsværdi.

## Moderne interesse for Tom Dooley-sagen
Hvorfor er der nu en stor interesse for et mord, der blev begået for 150 år siden (2016)? Det er der sikkert mange grunde til. Forfatteren til en bog om sagen, The Tom Dooley Files fra 2016, Charlotte Corbin Barnes sagde i et interview med internetavisen Statesville Record & Landmark:
| Citat | Jeg tror det skyldes den måde sangene er strukturerede på. Det var i hvert fald, hvad der påvirkede mig. Sangen (Kingston Trioens version) indeholdt nogle få ledetråde til hvad det skete omkring mordet. Det fik mig til at føle, at jeg måtte gøre noget." | Citat |
|       | |       |

Bare inden for de seneste tre år, er der udkommet flere bøger, der fortæller om sagen, og adskillige hjemmesider oprettes løbende, og opdateres også. Det skyldes måske også, at inden for de seneste år, er mange af de overlevende papirer fra sagen blevet offentliggjort på internettet, så flere kan studere dem ved selvsyn.

## Tom Dooley i dag
På frilandsmuseet Whippoorwill Academy and Village i Ferguson findes en hytte med en udstilling om Tom Dooley, kaldet Tom Dooley Art Museum. Her er udstillet forskellige artefakter, der har forbindelse til sagen, fotografier af nogle af de involverede, en del kopier af papirer fra sagen, avisudklip, der omtaler sagen, og ikke mindst en del tegninger og malerier, der fortæller om legenden. På museet afholdes også en årlig Tom Dooley dag.
I Old Wilkes Jail, der er en del af Wilkes Heritage Museum i Wilkesboro, kan man få en guidet rundtur og se de celler, hvor Tom Dooley og Ann Melton sad inden de blev overført til Statesville. Også her er udstillet nogle få papirer om sagen.
Der er etableret en Tom Dooley Historic Tour, der fører interesserede rundt til nogle af de steder, der havde betydning for sagen. Ved hvert sted er der opsat et skilt, der refererer til en beskrivelse. Tilsyneladende eksisterer der ikke flere eksemplarer af hverken det kort, der viser de enkelte skilte, eller beskrivelsen, der hører til, men skiltene står der dog endnu – hvis man kan finde dem.

## Tom Dooley i populærkulturen
Tom Dooley har optrådt i populærkulturen i mange år. Faktisk er det vanskeligt at sige, hvornår de første sange blev skrevet.

### Digt og sange
Tilsyneladende er den ældst kendte beskrivelse et digt, som blev skrevet af en mand ved navn Thomas Land i slutningen af 1890'erne. Land boede i området, da mordet foregik, men flyttede til Californien. Digtet blev tilsyneladende skrevet, efter at han omkring 1895 vendte tilbage til Happy Valley, som var "kælenavnet" for den del af Yadkin River floddalen, hvor historien foregik. Digtet fortæller om selve mordet, men slutter med Lauras begravelse.
Hvornår, de første sange begyndte at opstå, vides ikke. Den første indspilning af en sang er fra 1929, men ingen ved om det også var den første, der blev sunget. Den blev indspillet af Henry Whittier og G. B. Grayson, som i øvrigt var barnebarn af den oberst Grayson, som hjalp med at anholde Tom Dooley. I 1937 lærte Frank Warrner, en samler af folkesange, banjospilleren Frank Proffitt at kende, og sidstnævnte lærte ham sangen om Tom Dooley. Warner indspillede selv sangen i 1952, og gav den også videre til en anden samler af folkemusik, Alan Lomax. Flere år senere hørte Kingston Trioen sangen på en indspilning med Frank Warner, og det fik dem til at indspille den nok mest kendte version af sangen på deres første album fra 1958. Sangen blev udgivet som single, nåede førstepladsen på Billboards hitliste Billboard Hot 100 og solgte over 3 millioner eksemplarer. I 1961 udsendte Frank Proffitt selv en indspilning af sangen, men det var Kingston Trioens version der satte gang i interessen for Tom Dooley sagen.
Siden er sangen indspillet i mange versioner. Death-metal bandet, Macabre har indspillet en version i 2002, Neil Young indspillede den i 2012, The Black Knights indspille en version, Tom Dooley Rock'n Roll. Den er også indspillet på tysk (af Heino) i 1973, og på fransk (af Line Renault) i 1959. Sweeney's Men indspillede den i 1967 men med en noget ændret tekst. Den mest interessante version med en anden tekst, er den, folkesangeren Doc Watson indspillede i 1964. Han fortalte, at teksten var en, han havde lært af sin bedstemor, som havde hørt historien fra sin mor, der været til stede ved Ann Meltons dødsleje. Denne version er karakteristisk ved, at den i første del er rettet til Tom Dooley, hvor han anklages for mordet, mens det i sidste del er Tom Dooley, der fortæller, at han intet havde med Lauras død at gøre.
En helt ny EP med North Carolina sanger og sangskriver Rob McHale, Tom Dooley and Friends udkom i maj 2016. Den indeholder blandt andre sangene, Tom Dooley (Set me Free) og Laura Foster, som handler om sagen, desuden tre andre sange. Tom Dooley (Set me Fee) kan høres på hjemmesiden SoundCloud.

### Film og skuespil
I 1959 blev der indspillet en film med titlen The Legend of Tom Dooley. Den havde Michael Landon og Jo Morrow i hovedrollerne som Tom Dooley og Laura Foster, men havde ellers intet med hverken den sande historie eller legenderne at gøre, men den var inspireret af Kingston Trioens version, og denne blev da også brugt som titelsang i filmen.
I 2001 skrev Karen Wheeling Reynolds, som var født og opvokset i Ferguson skuespillet Tom Dooley – A Wilkes County Legend som har været opført på en udendørs scene nær Wilkesboro, hver sommer siden. Skuespillet er primært baseret på myter og legender, men har også en del historiske kendsgerninger med.

### Romaner
Karen Wheeling Reynolds har også skrevet en roman, Tom Dooley – The Story Behind the Ballad. Romanen udkom i 2002 og ligger tæt op af skuespillet, men dog med nogle forskelligheder, som en roman nu giver mulighed for i sammenligning med et skuespil. Også romanen er primært baseret på myter og legender, og visse ændringer i forhold til de historiske kendsgerninger virker mærkelige. For eksempel er mange af personerne gjort ældre end de i virkeligheden var, og Ann Meltons datter, der hed Martha Jane, kaldes i romanen for Mary Beth.
Også den kendte forfatter Sharyn McCrumb, der har skrevet adskillige romaner (ca. 25), har forsøgt sig med Tom Dooley historien. Hun har skrevet 10 romaner i en serie hun kalder "The Ballad of" serien, heriblandt The Ballad of Tom Dooley fra 2011. Denne roman er langt hen ad vejen baseret på de kendsgerninger, man kan læse om hos John Foster West, men tilsat en passende mængde kunstnerisk frihed. Fx lader McCrumb Pauline Foster besøge Laura Foster næsten hver dag, mens hun opholder sig hos Ann Melton, men sagens akter kender kun til et enkelt besøg, og det var før hun blev ansat hos familien Melton.
Charlotte Corbin Barnes, forfatter til bogen "The Tom Dooley Files", har udgivet romanen "Dooley" i 2019. Fortælleren i denne bog, er den journalist som avisen New York Herald sendte til Statesville for at dække henrettelsen. I romanen lader Charlotte Barnes journalisten være Albert D. Richardson, som dog i virkeligheden arbejdede for New York Daily Tribune, og som havde været spion for Nordstaterne og senere krigsfange. Richardson havde udgivet en bog om sine oplevelser, hvori han havde fortalt at Laura Foster havde hjulpet ham på flugt, og nu er han bange for, at det er disse informationer, som har fået hende dræbt - derfor hans interesse i sagen. Romanen er baseret på de informationer, som Mrs. Barnes har fundet under sin reseach til "The Tom Dooley Files".

### Bøger om Tom Dooley sagen
- Barnes, Charlotte C., The Tom Dooley Files, Bill Barnes, Video Productions, privat udgivelse, Matthews, North Carolina, 2016
- Fletcher, John E., The True Story of Tom Dooley, History Press, Charleston, South Carolina 2013.
- Foster West, John, The Ballad of Tom Dula, 3rd Edition, Parkway Publishers, , Boone, North Carolina, 2002 (oprindeliogt udgivet i 1970)
- Foster West, John, Lift Up Your Head, Tom Dooley, Down Home Press, Asheboro, North Carolina, 1996

### Bøger, der indeholder kapitler om sagen og andre korte skrifter
- Barefoot, DanielW., Haints of the Hills – North Carolinas Haunted Hundred, bind 3, John F. Blair Publisher, Winston-Salem, North Carolina, 2002, kapitlet Three Graves in Happy Valley.
- Carter, Edith Ferguson, Laura Foster, udateret pamflet udgivet efter 2001, egen udgivelse, Ferguson, North Carolina
- Carter, Edith Ferguson, Tom Dooley the Legend, egen udgivelse, Ferguson, North Carolina, 2011. Legenden om Tom Dooley, genfortalt og illustreret af forfatteren.
- Casstevens, Frances H., Death in North Carolina's Piedmont, History Press, Charleston, South Carolina 2006, kapitlet Who murdered Laura Foster
- Ferguson, Thomas W., Tom Dooley, udateret pamflet, The Printing House, Lenoir, North Carolina
- Isbell, Dr. Robert E, The World of My Childhood, The News-Topic, Lenoir, North Carolina, 1955, kapitlerne 37 og 38
- Pitzer, Sara, Myths and Mysteries of North Carolina, Globe Pequot Press, Guildford, Connecticut, 2010, kapitlet The Sad Tale of Tom Dula
- Wellman, Manly Wade, Dead and Gone, University of North Carolina Press, Chapel Hill, North Carolina, 1980, kapitlet Two Songs of the Scaffold, del 2.